# Julus albovitattus
Julus albovitattus är en mångfotingart som beskrevs av Karl Wilhelm Verhoeff 1894. Julus albovitattus ingår i släktet Julus och familjen kejsardubbelfotingar. Inga underarter finns listade i Catalogue of Life.